# Manuel Juan Diana
Manuel Juan Diana (Sevilla, 18 de octubre de 1814-Madrid, 27 de mayo de 1881) fue un novelista, dramaturgo y periodista español, perteneciente al Romanticismo.

## Biografía

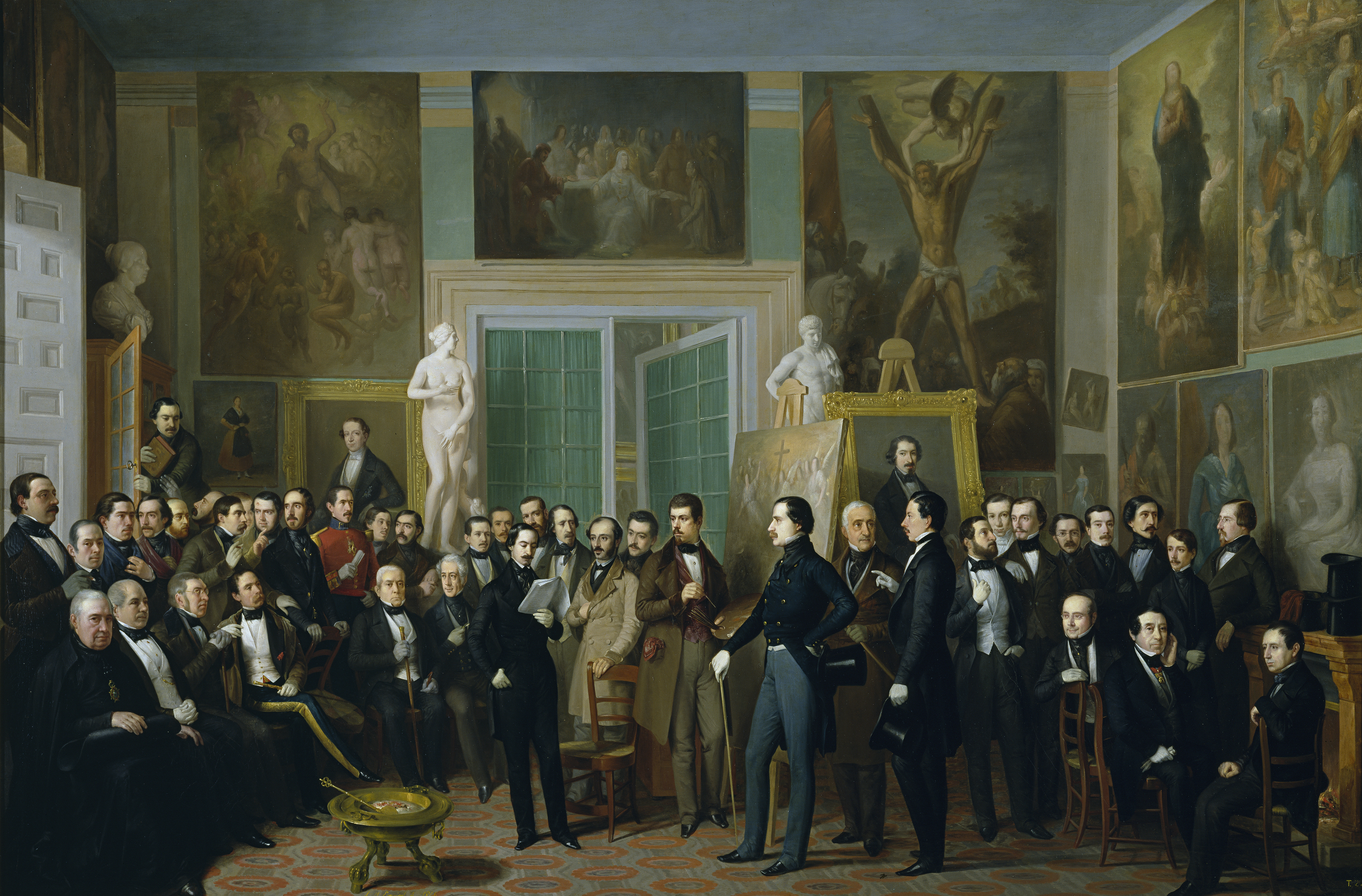
Manuel Juan Diana retratado en Los Poetas contemporáneos por Antonio María Esquivel (1846), Museo del Prado, Madrid.

Se trasladó joven a Madrid. Prestó valiosos servicios durante treinta y cinco años en el Ministerio de Guerra, empezando como escribiente, siguiendo como oficial segundo de su archivo y jubilándose en 1877. Alcanzó el grado de capitán de infantería. Cultivó la literatura dramática y novelesca. Colaboró en gran número de periódicos, entre ellos el Semanario Pintoresco Español y La Ilustración, usando a veces el pseudónimo "El Curioso Impertinente". 
Entre sus obras teatrales se encuentran varias escritas en colaboración: con Juan Eugenio Hartzenbusch son ¡Es un bandido! o juzgar por las apariencias (1843) y Receta contra las suegras (1862); con Francisco Navarro Villoslada es la comedia Los encantos de la voz (1844); con Gregorio Romero Larrañaga son Receta sobre los sueños y La cruz de la torre blanca; en colaboración con Gregorio Romero Larrañaga y con Francisco González Elipe es La vieja del candilejo, pieza sobre Pedro I el Cruel. Otras obras suyas son los dramas Dos españoles en Flandes (1860) y El toque de oración (1860), y las comedias Yo no me caso (1840), No siempre el amor es ciego (1841), Casualidades (1843), Cuánto vale una lección (1848) o Los trapisondistas (1863).
Pueden recordarse de sus novelas en especial El rostro y la condición (1873), premiada por la Real Academia Española; La calle de la amargura (1841) y Una y tres (1843). Compuso un libro de género histórico, Capitanes ilustres y revista de libros militares (1851). Suya es la obra Memoria histórico-artística del Teatro Real de Madrid (1850). Figura en el famoso cuadro de escritores románticos de Esquivel.